# Célébration (Pinter)
Pour les articles homonymes, voir Célébration (homonymie).
Célébration (Celebration) est une pièce de théâtre du dramaturge et Prix Nobel de littérature anglais Harold Pinter. 
La pièce a été créée le 16 mars 2000 à l'Aldwych Theatre à Londres dans une mise en scène de l'auteur.
La pièce présentée à Paris en 2005 au Théâtre du Rond-Point est différente de celle créée à Londres. Elle comprend une importante première partie, et une autre grande scène inédite.

## Théâtre du Rond-Point,2005
- Mise en scène : Roger Planchon
- Texte français : Jean Pavans
- Décor : Ezio Frigerio
- Lumière : André Diot
- Son : Stéphane Planchon

- Hélène Babu : Jane, Suki
- Sophie Barjac : Mrs Withers, Prue
- Carlo Brandt : Lambert
- Eva Darlan : La mère
- Jean-Pol Dubois : Mr Withers, Richard
- Jacques Frantz : Riley, Matt
- Sabine Haudepin : Lady Withers, Julie
- Micha Lescot : Le serveur
- Thibault de Montalembert : Russell
- Roger Planchon : Le père
- Valérie Stroh : Millie, Sonia